# Hyophorbe lagenicaulis
Le palmiste bouteille, appelé également palmier bouteille, palmier bonbonne, palmiste bonbonne, palmiste gargoulette et  palmier gargoulette (Hyophorbe lagenicaulis) est une espèce de petit palmier de la famille des Arecaceae, originaire de l'île Ronde, îlot dépendant de Maurice.

## Description

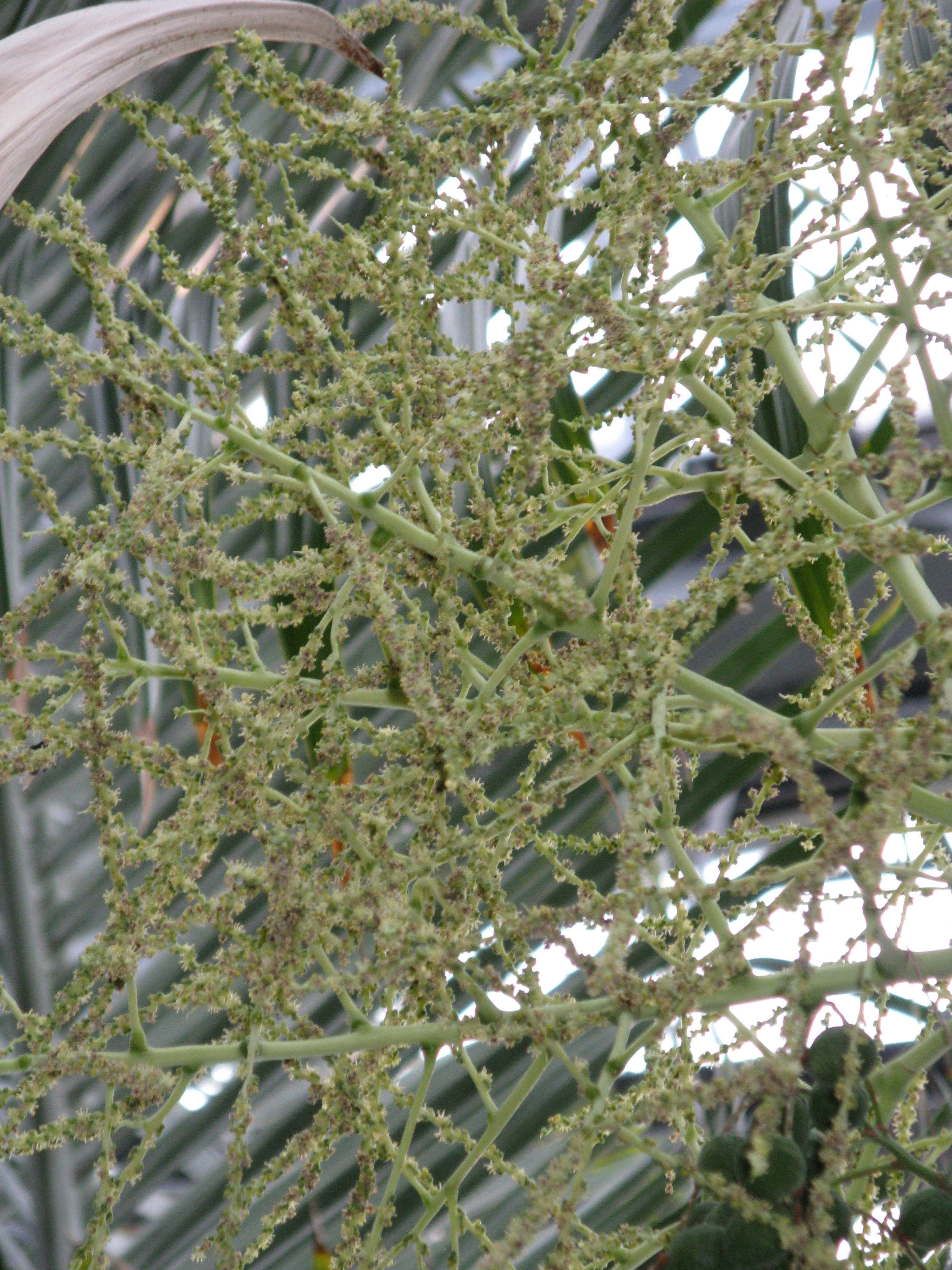
Inflorescence.

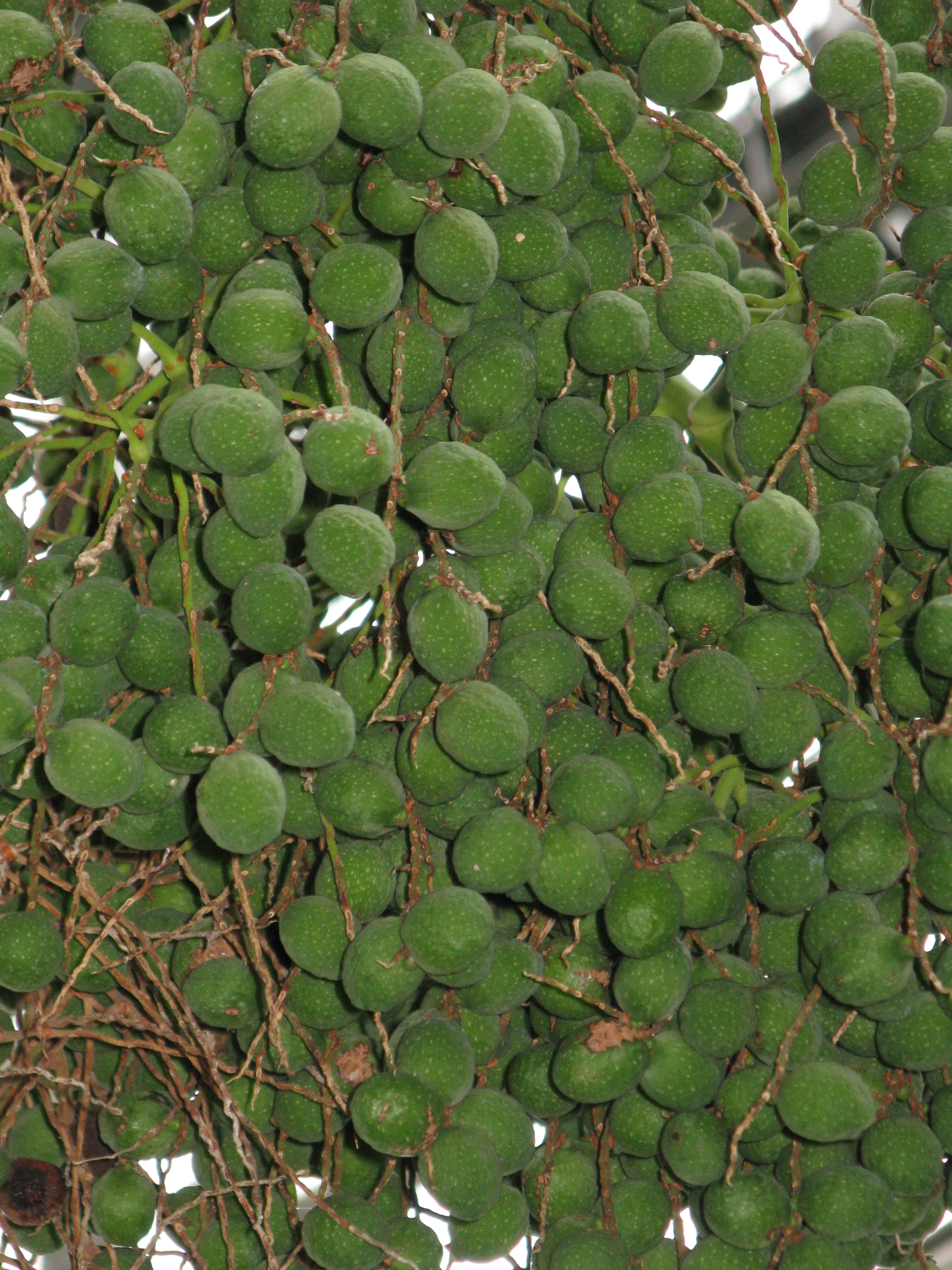
Infrutescence.

La croissance est rapide pour une espèce naine, mais le tronc dépasse rarement les 3 ou 4 m mais peut exceptionnellement atteindre 5 m. Son stipe est court et très massif, caractéristiquement renflé vers la base en forme de bonbonne, avec un fort enracinement sur un plan horizontal, ce qui le rend résistant aux cyclones tropicaux. Les cicatrices foliaires forment des anneaux autour du stipe, particulièrement bien visibles au niveau de la base renflée.
Les feuilles sont pennées, recourbées et rigides. Bien que peu nombreuses (généralement de 5 à 8 ), elles sont découpées en de nombreux pinnules larges, disposés en V ouvert vers le haut. La gaine foliaire vert-brun n'enveloppe que la partie supérieure étroite du stipe.
Les fleurs, petites et blanc sale, sont portées par des inflorescence pendante partant du manchon foliaire. Les fruits sont en formes d'olives, orange et tirant vers le noir à maturité, mesurent environ 2 cm de long. Ils contiennent des cristaux urticants d'oxalate[réf. nécessaire].

## Répartition et habitat
Originaire de l'île Ronde, il peut être planté dans des parcs et jardins, tels que le jardin botanique de Pamplemousses de l'île Maurice ou le jardin botanique de Lyon en France.
Ce palmier est résistant à la sécheresse et aux cyclones, et il supporte les embruns.

## Liens externes

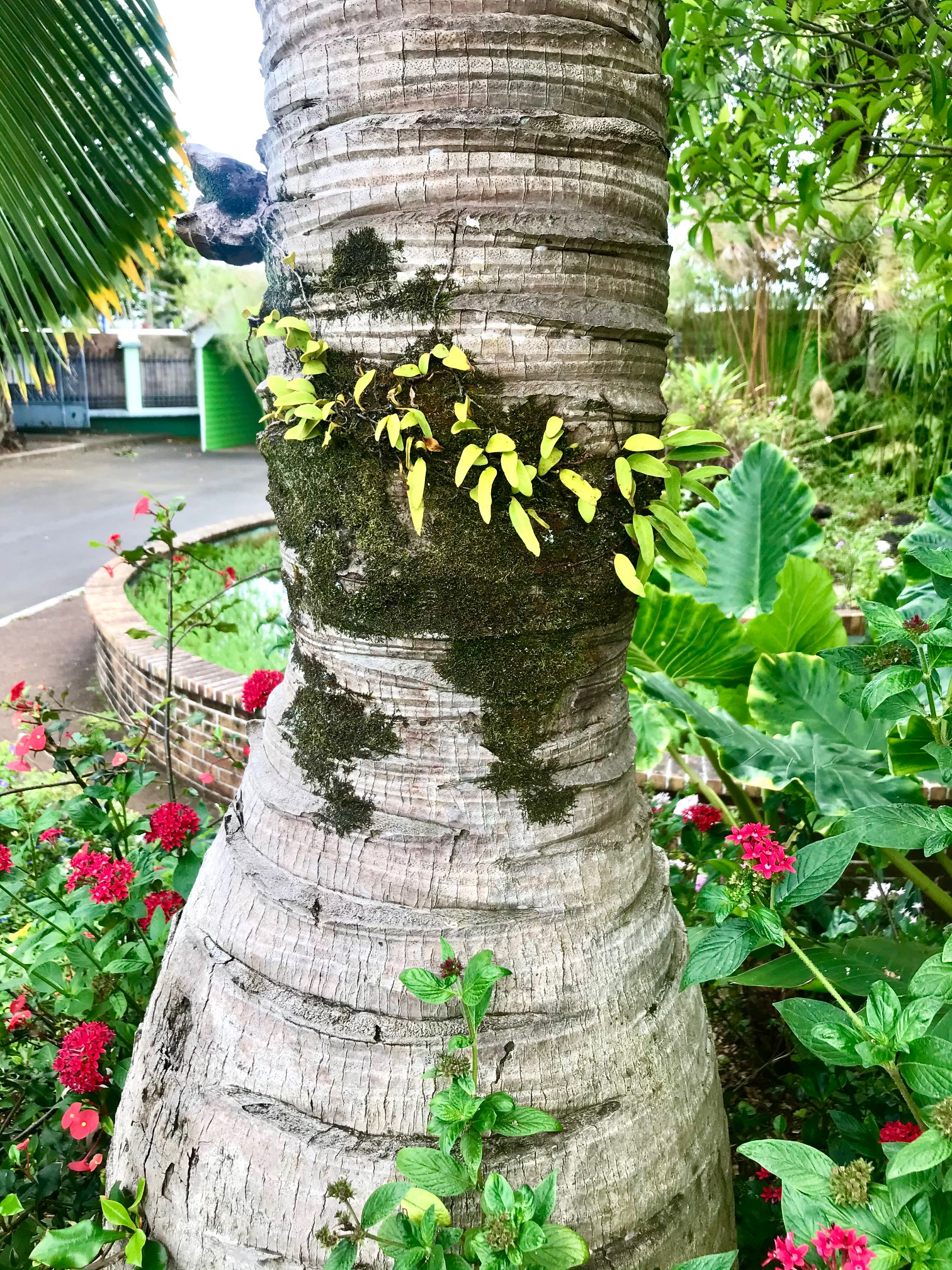
Epiphyte poussant sur le tronc (à noter : forme de tronc assez rare)

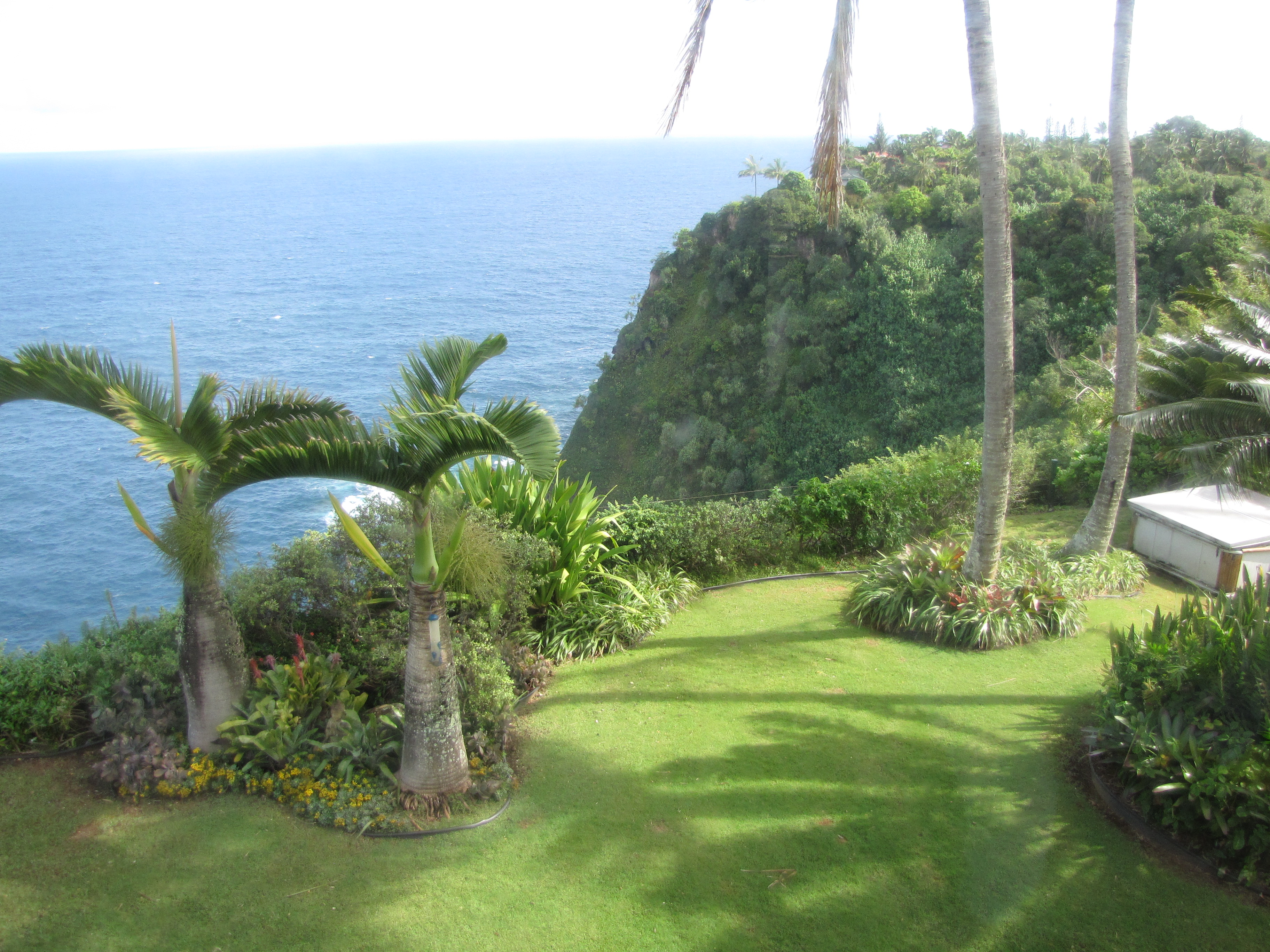
A Maui (Hawaii)

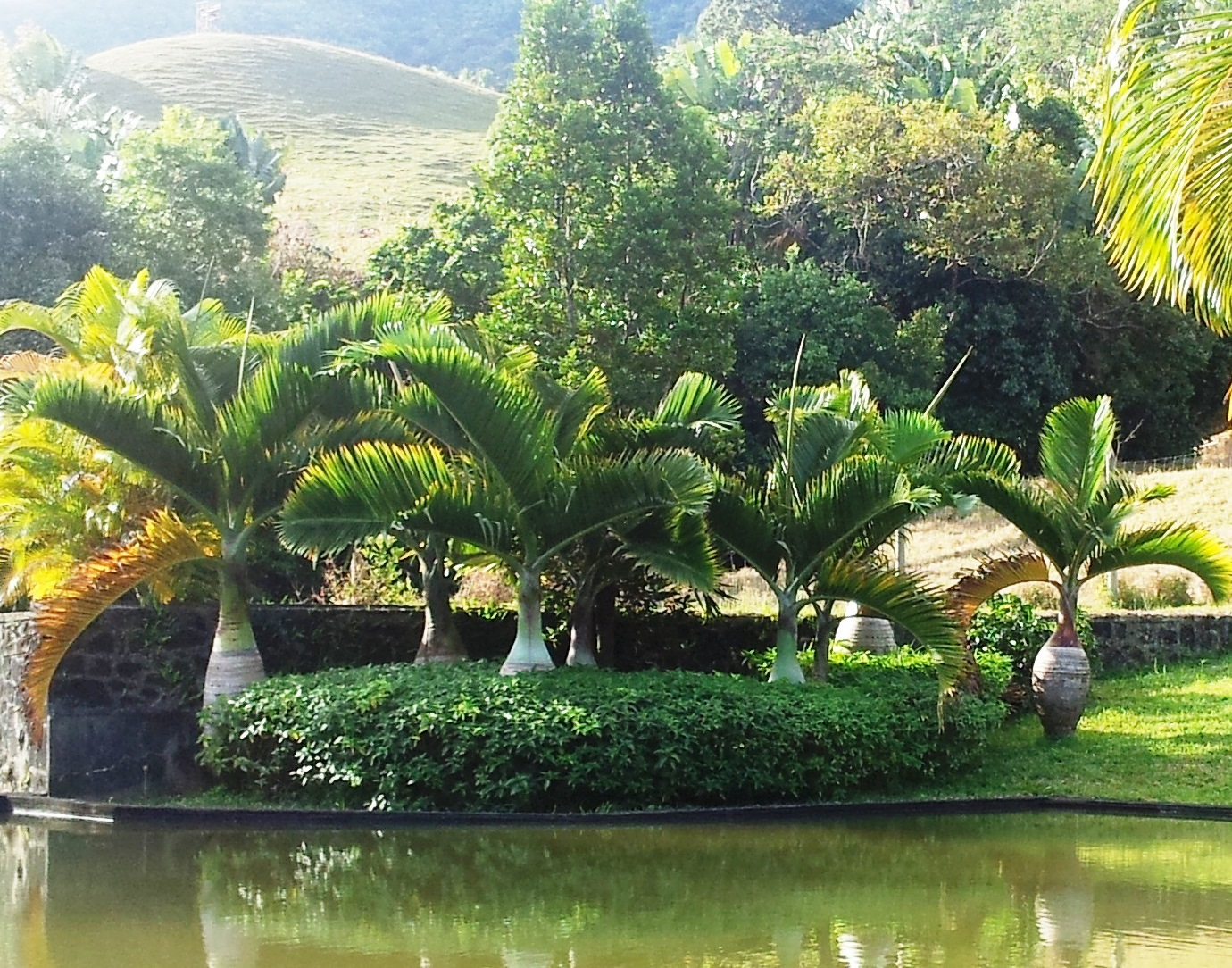
Jolis spécimens à l'île Maurice (archipel des Mascareignes)